# Домбрувка-Совиці
Домбрувка-Совиці (пол. Dąbrówka-Sowice) — село в Польщі, у гміні Зґеж Зґерського повіту Лодзинського воєводства.